# Vorstrafe
Eine Person gilt in Deutschland als vorbestraft, sobald gegen sie eine Strafe in einem Strafprozess ausgesprochen oder ein Strafbefehl verhängt, diese Maßnahme rechtskräftig und nicht getilgt worden ist. Auch eine Verurteilung mit Strafaussetzung zur Bewährung gilt als Vorstrafe.
Ordnungswidrigkeiten, das Einstellen eines Strafverfahrens gegen eine Auflage sowie Verurteilungen zur Zahlung einer Entschädigung nach Zivilrecht gelten nicht als Vorstrafen.

## Eintrag im Bundeszentralregister
Alle oben genannten Maßnahmen, also rechtskräftige Strafbefehle und von Strafgerichten verhängte Strafen, werden im Bundeszentralregister eingetragen. Zur Einsicht sind Strafrichter sowie die in § 41 Bundeszentralregistergesetz (BZRG) genannten Stellen und Behörden befugt. Zur Beurteilung, ob eine Person eine Eintragung aufweist und damit im juristischen Sinn als vorbestraft gilt, ist allein dieses Register maßgeblich.
Seit 2009 arbeitet die EU an der Errichtung eines „Europäischen Strafregisterinformationssystems“ (ECRIS). Dieses System soll künftig einen automatisierten  Informationsaustausch der Strafregister der EU-Mitgliedsstaaten ermöglichen. Hierdurch wird der bisher in § 57 BZRG geregelte Informationsaustausch innerhalb der EU erheblich vereinfacht und ausgeweitet.

## Auskunft über Eintragungen (Führungszeugnis)
Auf Antrag kann jede Person über 14 Jahren Auskunft über sie betreffende Einträge im Bundeszentralregister erhalten. Die gemeinhin als Führungszeugnis bezeichnete Auskunft enthält Einträge über verhängte Vorstrafen oder Auflagen. Bestimmte Eintragungen im Bundeszentralregister sind von der Aufnahme in das Führungszeugnis ausgenommen, so zum Beispiel Jugendstrafen bis zu einer bestimmten Höhe, erstmalige Geldstrafen von nicht mehr als 90 Tagessätzen sowie erstmalige Verurteilungen von drogenabhängigen Straftätern unter gewissen Voraussetzungen.

## Offenbarungspflicht des Verurteilten
Gemäß § 53 Abs. 1 BZRG dürfen sich Verurteilte als unbestraft bezeichnen, wenn die Strafe nicht in das Führungszeugnis oder nur nach § 32 Abs. 3, 4 BZRG einzutragen ist.
Weit verbreiteter Irrglaube ist, dass im Bundeszentralregister Strafen erst bei einem Urteil von mehr als 90 Tagessätzen bzw. 3 Monaten Freiheitsstrafe eingetragen würden. Tatsächlich ist zwischen dem Register selbst (§§ 3 ff. BZRG) und der späteren Auskunft aus diesem Register, bspw. dem Führungszeugnis (§§ 30ff. BZRG) zu unterscheiden. De facto werden alle Strafen in das Register aufgenommen und bleiben eingetragen, bis sie getilgt werden (§§ 45ff. BZRG). Vorhandene Eintragungen eines Angeklagten werden bei Strafprozessen durch Verlesung eines Registerauszuges festgestellt. In § 53 Abs. 2 BZRG ist klargestellt, dass gegenüber Gerichten oder Behörden, die ein Recht auf unbeschränkte Auskunft haben, aus der Beschränkung keine Rechte abgeleitet werden kann, wenn die Verurteilten darüber belehrt wurden.
Von den Eintragungen im Bundeszentralregister zu unterscheiden sind Eintragungen im Führungszeugnis – und im Führungszeugnis sind Geldstrafen bis zu einschließlich 90 Tagessätzen nicht aufzunehmen (§ 32 Abs. 2 Nr. 5 a) BZRG). Hierzu gibt es jedoch eine Ausnahme: Dies gilt nur, „wenn im Register keine weitere Strafe eingetragen ist“ (§ 32 Abs. 2 Nr. 5 BZRG, am Ende).
Betroffene Personen brauchen auch auf Nachfrage den ihrer Verurteilung zugrunde liegenden Sachverhalt nicht zu offenbaren.
Es bestehen jedoch vereinzelt Fragerechte nach Vorstrafen. So können Arbeitgeber im Vorstellungsgespräch nach Vorstrafen fragen, wenn die Auskunft für die angestrebte Tätigkeit von Bedeutung ist. Hier ist regelmäßig das Informationsbedürfnis des Arbeitgebers gegen die Interessen des Bewerbers auf informationelle Selbstbestimmung und Resozialisierung abzuwägen.
Auch Zeugen in einem Strafverfahren können nach Vorstrafen gefragt werden, wenn dies notwendig ist, um ihre Glaubwürdigkeit zu beurteilen oder um die Grundlagen eines Vereidigungsverbotes zu beurteilen (§ 68a StPO).

## Tilgung von Eintragungen
Die Vorstrafe wird nach einer gewissen Zeit getilgt, wenn der Betroffene eine definierte Zeit lang nicht erneut verurteilt wurde, also eine neue Verurteilung zum Bundeszentralregister nicht gemeldet wurde (§ 45). Die Tilgungsfrist beginnt ab dem Tag des ersten Urteils in der Strafsache.
Bei einer Verurteilung zu einer Jugend- oder Freiheitsstrafe von mehr als einem Jahr beträgt die Frist im Allgemeinen 15 Jahre, bei Verurteilungen wegen eines Sexualdeliktes 20 Jahre, die Frist verlängert sich in beiden Fällen um die Dauer der verhängten Strafe.
Bei geringerer Strafe liegt die Frist bei 5 oder 10 Jahren je nach Art und Dauer. Zu der Tilgungsfrist hinzuzurechnen ist in allen Fällen eine einjährige Überliegefrist, in der die Verurteilung noch im BZR gespeichert bleibt, jedoch keine Auskunft mehr über sie erteilt wird. So hat zum Beispiel eine Verurteilung wegen schweren Raubes zu zwölf Jahren Freiheitsstrafe eine Tilgungsfrist von 28 Jahren (15 Jahre Regeltilgungsfrist zusätzlich zur Strafdauer von zwölf Jahren und einem Jahr Überliegefrist).
Wird während der Überliegefrist eine weitere Verurteilung in das Register eingetragen, bleibt auch der frühere, an sich tilgungsreife, Eintrag erhalten.
Eine getilgte Eintragung kann einem Verurteilten im Rechtsverkehr nicht entgegengehalten oder zu seinem Nachteil verwertet werden (§ 51 Abs. 1 BZRG). Dieses Verwertungsverbot gilt auch dann, wenn während der Tilgungsfrist eine neue Tat begangen wird, die Hauptverhandlung darüber aber erst nach der Tilgungsfrist beginnt. Damit dürfen getilgte Eintragungen bei der Strafzumessung über eine neue Tat nicht berücksichtigt werden. Dies gilt selbst dann, wenn ein Angeklagter solche Eintragungen freiwillig mitgeteilt hat. Ausnahmen vom Verwertungsverbot sind in § 52 geregelt.
Nach Ablauf gilt ein Verurteilter wieder offiziell als nicht vorbestraft und wird in künftigen Bundeszentralregister-Auszügen nicht mehr als vorbestraft bezeichnet. Nicht getilgt werden Eintragungen von Urteilen, die auf lebenslange Freiheitsstrafe lauten, oder Unterbringungen gemäß § 63 (psychiatrische Klinik) und § 66 StGB (Sicherungsverwahrung). Ebenso von der Tilgung ausgeschlossen sind Verurteilungen wegen sexuellem Missbrauch von Kindern nach § 176c bzw. § 176d, wenn auf Freiheitsstrafe von mindestens fünf Jahren (bei Rückfall mindestens drei Jahre) erkannt wurde.